# 庇護四世
庇護四世（拉丁語：Pius PP. IV；1499年3月31日—1565年12月9日）原名若望·安傑洛·美迪奇（Giovan Angelo Medici），1559年12月26日當選教宗，翌年1月6日即位至1565年12月9日為止。

## 生平
1499年，若望·安傑洛·美迪奇（Giovan Angelo Medici）出生于米兰一个寒微的家庭。并不如同他的姓氏所暗示，他与佛罗伦萨的美第奇家族并没有直接关系，即便他們使用相同的家族徽章，現代學者普遍認為無直接證據可以證明兩個家族的關聯。早年曾在博洛尼亚大学求学，获得民法与教会法博士。后于1527年赴罗马，1549年升任樞機。
十年后，教宗保祿四世逝世。经过长时间的教宗选举秘密會議，他于1559年12月26日被选为教宗庇護四世，并于1560年1月6日正式登基。任期之初，他首先大力整顿前任教宗保祿四世遗留下来，即使在当时看来也异常严重的裙带关系。保祿四世的两个侄子，Carlo Carafa 枢机和 Paliano 公爵 Giovanni Carafa 都被处死。
1562年，庇護四世重新召开儒略三世时（1552年）中断的特倫多會議。会议上，罗马受到来自法国和西班牙的压力，但庇護四世仍然取得了满意的成果。会议致力于对当时天主教会内部的改革，建立培养神职人员的修院等。会议的结果最终颁布為《天特會議信綱》（Professio fidei tridentina，又譯《脫利騰信德宣言》）。
庇護四世跟他的前任和继任者都同样任人唯親，其中包括他的侄子，在特倫多會議中协助他的嘉祿·鮑榮茂。
1565年庇護四世因高烧去世，安葬于聖伯多祿大殿。1583年1月4日遷葬於羅馬天使与殉教者圣母大殿。

## 譯名列表
- 碧岳四世：香港天主教教區檔案　歷任教宗作碧岳。
- 庇護四世：天主教香港教區禮儀委員會：禧年專頁 （页面存档备份，存于）、《大英簡明百科知識庫》2005年版[永久]、《世界人名翻譯大辭典》1993年版作庇護。